# Cratere Ganelon
Ganelon è un cratere sulla superficie di Giapeto.